# Boulaide
Boulaide (luxembourgsk: Bauschelt) er en kommune og et byområde i Luxembourg. Kommunen, som har et areal på 32,13 km², ligger i kantonen Wiltz i distriktet Diekirch. I 2005 havde kommunen 817 indbyggere. 